# Kathleen O'Connell
Pour les articles homonymes, voir O'Connell.
Kathleen O'Connell (5 octobre 1888 - 7 avril 1956) est une militante républicaine irlandaise et secrétaire personnelle d'Éamon de Valera,.

## Jeunesse
Kathleen O'Connell est née Catherine O'Connell à Caherdaniel, dans le comté de Kerry, le 5 octobre 1888. Elle est l'une des onze enfants du fermier John O'Connell et Mary Ann O'Connell (née O'Sullivan). Elle fait ses études dans le comté de Kerry et émigre à Chicago en 1904 où elle suit une formation de secrétaire. Elle quitte un emploi commercial bien rémunéré en 1912 pour devenir secrétaire de la délégation américaine de la Gaelic League à New York. Elle travaille en étroite collaboration avec Thomas Ashe (en) et Diarmuid Lynch (en) sur la collecte de fonds et gère leur correspondance secrète avec la CISR. Elle revient brièvement en Irlande en 1915 pour assister à l’oireachtas et ard fheis de la Ligue gaélique, votant en faveur de la politisation de l'organisation. Pendant la même visite, elle apporte de l'argent et des messages aux volontaires irlandais de John Devoy (en). Elle assiste à l'Irish Race Convention de New York, poursuivant le travail des Friends of Irish Freedom. À ce poste, elle organise et collecte des fonds pour la victoire de l'indépendance irlandaise. Elle est également dactylographe pour Clann na Gael. Après l'insurrection de Pâques 1916, elle devient membre de Cumann na mBan aux États-Unis, recueillant des fonds pour les veuves et les enfants des personnes tuées ou blessées pendant le soulèvement. C'est grâce à ce travail qu'elle est devenue une amie proche d'Arthur Griffith et de sa famille,.

## Travail avec de Valera
Éamon de Valera a demandé à O'Connell de rejoindre son personnel consulaire le 2 octobre 1919 pour soutenir sa tournée en Amérique. Elle travaille en étroite collaboration avec lui au cours de cette tournée, voyageant avec lui, assistant aux discours et s'occupant de sa correspondance privée et publique. Elle est au courant des secrets du mouvement indépendantiste car elle gère la correspondance d'Harry Boland également. En novembre 1920, elle revient en Irlande avec de Valera et se cache immédiatement. À partir de février 1921, elle vit dans son quartier général secret à Strand Road, vivant dans un état dangereux jusqu'à ce qu'une trêve survienne dans la guerre d'Indépendance irlandaise. Après cela, elle vit avec de Valera dans la maison du Dr Farnan à Merrion Square puis à Blackrock. Le 22 juin 1921, elle est arrêtée avec lui et ils sont tous deux libérés le lendemain. O'Connell est membre de la délégation qui rencontre Lloyd George en juillet 1921 et partage l'opposition de de Valera au traité. Elle rejoint de Valera et sa sœur Teresa dans Suffolk Street en juin 1922 lorsque la guerre civile irlandaise éclate.
Lorsque les combats prennent fin à Dublin en juillet 1922, elle voyage vers le sud, travaillant en étroite collaboration avec Dorothy Macardle, Robert Brennan et Robert Erskine Childers pour établir un service de publicité et publier Poblacht na hÉireann. En septembre 1922, elle revient à Dublin et se cache au 11 Upper Mount Street. Fidèle à Valera tout au long de la guerre civile, elle est présente lors de son arrestation à Ennis en août 1923. Elle agit comme son messager et son agent pendant son emprisonnement, travaillant avec lui sur une traduction irlandaise de sténographie qu'ils ont ensuite abandonnée. Pendant ce temps, elle travaille également pour le Teachta Dála pour Mayo North du Sinn Féin PJ Ruttledge.
O'Connell est présente à la première réunion du comité d'organisation provisoire du nouveau parti politique de Valera, Fianna Fáil. Pendant ce temps, elle continue à voyager avec de Valera, au niveau national et international. Des rumeurs concernant la nature de leur relation conduisent de Valera à nier avec véhémence toute irrégularité au Dáil Éireann en 1928. La lettre entre O'Connell et l'épouse de Valera, Sinéad, est citée comme preuve qu'il n'y avait pas de relation intime entre O'Connell et de Valera.
Elle démissionne de son poste de secrétaire personnelle au Taoiseach lorsque de Valera perd en 1948, et revient en 1951 lorsqu'il reprend le pouvoir,. Pour son implication dans la guerre d'indépendance, O'Connell a reçu une pension militaire irlandaise.

## Mort et postérité
O'Connell est forcée de prendre sa retraite en 1954 à cause d'un cancer. Sa nièce, Maire O'Kelly, reprend ses fonctions. Elle meurt le 7 avril 1956 et est enterrée au cimetière de Glasnevin. Ses funérailles sont suivies par une garde d'honneur de l'exécutif national de Fianna Fáil et de l'ancien IRA. Elle reçoit tous les honneurs militaires et Seán MacEntee prononce son éloge panégyrique. Lors de la rédaction de leur biographie de Valera, Lord Longford et Thomas P. O'Neill utilisent largement ses papiers, conservés dans les archives de l'University College Dublin.
En 2016, une plaque est inaugurée sur son lieu de naissance à Caherdaniel par Éamon Ó Cuív, le petit-fils de Valera.